# Utzweih
Utzweih ist ein Ort in Oberösterreich wie auch Ortschaft und Katastralgemeinde der Gemeinde Lengau im Bezirk Braunau am Inn.

## Geographie
Der Ort befindet sich 15 Kilometer südlich von Mattighofen, direkt an der Landesgrenze zu Salzburg. Eigentlich gehört er mit der Gemeinde zum Innviertel, er liegt aber am Krenwald, einem südlichen Vorberg des Kobernaußerwalds, auf der Wasserscheide der Mattig (hier Schwemmbach) zur Vöckla (hier Kirchhamer Bach), also Inn zu Traun, und gehört landschaftlich zum Vöckla-Ager-Hügelland, einer Raumeinheit des benachbarten Hausruckviertels. Utzweih bildet die höchste Erhebung des Krenwalds.
Das Dorf Utzweih liegt 3 Kilometer nordöstlich von Straßwalchen auf um die 640 m ü. A. Höhe. Zum Gemeindehauptort Friedburg liegt er 2½ Kilometer südwestlich, zu Schneegattern 3 Kilometer südwestlich jeweils hinter dem Wald.
Die Ortschaft umfasst etwa 20 Gebäude mit etwa 70 Einwohnern, 15 Adressen in Dorf selbst, und umliegende Gehöfte.
Die Katastralgemeinde Utzweih mit 632 Hektar erfasst den ganzen Höhenzug des Krenwalds bis an die Landesgrenze, dazu gehört auch die Ortschaft Igelsberg gegen Straßwalchen (nicht aber der Ort Krenwald bei Schneegattern).
| Friedburg (KG) Baierberg (O)                                                       | Frauscherberg (O) Krenwald                                              | Krenwald (O u. KG)                                                                                     |
| Oberehreneck (KG) Igelsberg (O)                                                    | Kompassrose, die auf Nachbargemeinden zeigt                             | Geretseck (KG, Gem. Pöndorf, Bez. Vöcklabruck) Haarlacken (O, Gem. Straßwalchen, Bez. Sbg-Umg., Sbg.)  |
| Fißltal (O) Straßwalchen Markt (KG) (beide Gem. Straßwalchen, Bez. Sbg-Umg., Sbg.) | Baierham Haselreith (KG) (beide Gem. Straßwalchen, Bez. Sbg-Umg., Sbg.) | Watzlberg (O, Gem. Straßwalchen, Bez. Sbg-Umg., Sbg.) Oberschwand (KG, Gem. Pöndorf, Bez. Vöcklabruck) |

## Geologie, Geschichte, Infrastruktur und Sehenswürdigkeiten
Der Ort liegt direkt dort, wo der maximale Gletschervorstoß der Alpen war. Von der Niederung bei Lengau zieht sich als breiter Wall über Utzweih – Krenwald und in Folge weiter nach Frankmarkt die Zone der Endmoränen desjenigen Lobus des Traungletschers, der das Mondseeland ausgefurcht hat („Mondseegletscher“). Sie gehört teils zur Mindel- (vor um 450.000 Jahren),
teils zur Riß-Kaltzeit (vor etwa 200.000 Jahren), der höchsten Vereisung der Alpen.
Der Ortsname kommt nicht von ‚Weihe‘, sondern als Uzwey wohl aus *utz-o-vina als slawische (windische) Ableitung ‚beim Ulrich‘. Die mutmaßlich friedliche Siedlungskontinuität der vorbajuwarischen romanischen und slawischen Bevölkerung ist gerade um Straßwalchen gut belegt (als -walchen-Ort selbst ein Musterbeispiel).
Der Ort war – wie das heute salzburgerische Haarlacken – im Mittelalter bambergisch
und vornbacherisch, die beiden Orte gehörten einst zu einem gemeinsamen umfangreicheren Haufendorf-Weiler-Gebiet.
Weilmeyr berichtet 1812, das die 14 Gebäude (bis heute Flachgauer Einhöfe in T-Form) und 19 Nebengebäude sämtlich holzgeschindelt waren.
Bei Watzlberg gegenüber passiert die Wiener Straße (B1).
Im Ort besteht die Freiwillige Feuerwehr Utzweih-Igelsberg (gemeinsam mit Igelsberg), die für den Brandschutz und die allgemeine Hilfe sorgt.
Seit 1974 hat der Ort eine kleine Dorfkapelle.